# Trimitomerus riversi
Trimitomerus riversi is een keversoort uit de familie blauwe schorskevers (Pythidae). De wetenschappelijke naam van de soort werd in 1888 gepubliceerd door George Henry Horn.